# أركتيكا

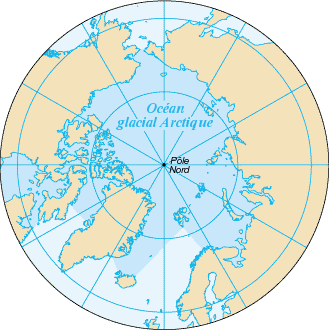

أركتيكا كانت قارة قديمة تشكلت منذ ما يقرب من 2500 مليون سنة مضت في الحقبة السحيقة الحديثة تتألف من الدروع الكندية وسيبيريا، والآن تقع تقريبًا في القطب الشمالي حول القطب الشمالي الحالي. انضمت أركتيكا مع القارات أطلانتيكا ونينا منذ ما يقرب مليار سنة مضت لتشكيل القارة العملاقة رودينيا.